# 네오드럼
네오드럼(NeoDrum, NeoDrumX)는 대한민국의 비디오 게임 개발사인 오미크론에서 만든 음악 게임이다. 드럼매니아와 비슷한 드럼 시뮬레이션 게임으로, 화면에 내려오는 악보에 맞춰 하이 햇, 스네어 드럼, 베이스 드럼, 로우 톰, 하이 톰, 라이드 심벌의 6가지 패널을 조작하는 게임이다.

## 시리즈
- 파워드럼 (2000년)

네오드럼의 전작격이 되는 게임으로, 네오드럼과 같은 조작방법을 사용한다. 기기는 네오드럼과 다른 것을 사용한다.
- 네오드럼X (2001년)

1st부터 9th까지 넘버링 시리즈를 출시 했으며, 2009에 Finale, 2010년에 10주년 기념으로 New Paradigm을 출시 하였다.

## 같이 보기
- 음악 게임
- 드럼매니아